# Tetis (mare d'Aquil·les)
Segons la mitologia grega, Tetis (en grec, Θέτις Thétis) és una de les nereides, més coneguda per ser la mare d'Aquil·les, l'heroi que va lluitar en la Guerra de Troia. Cal no confondre aquesta nimfa amb la titànide Tetis, dea marina primordial.

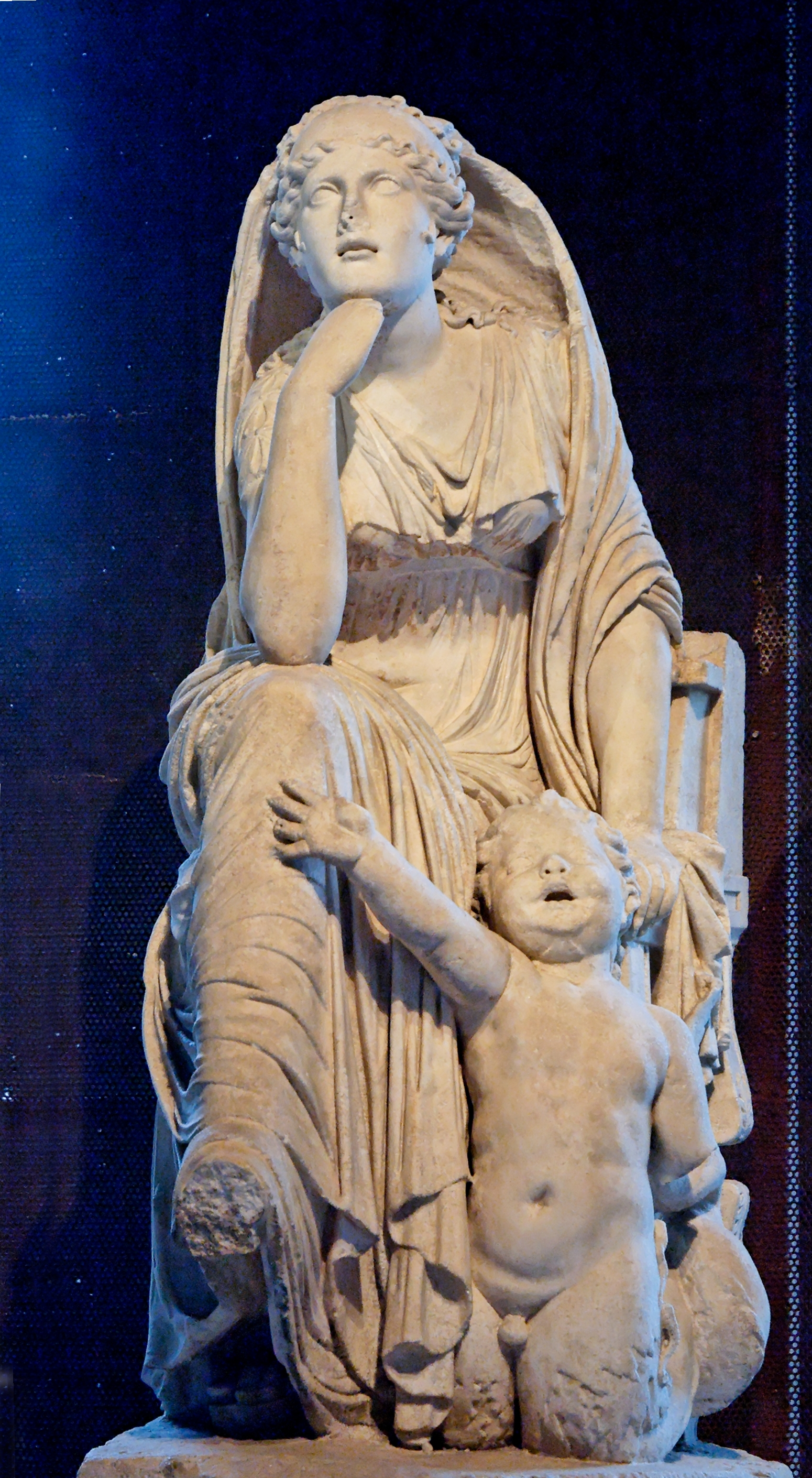
Escultura del segle II aC que representa Tetis amb un tritó (Museu Nacional de Roma).

## Tetis, la nereida
El déu marí Nereu va unir-se amb l'oceànida Doris i van tenir multitud de filles, anomenades nereides. A una d'elles, li posaren el nom de la seva àvia materna, Tetis.
Quan Tetis va néixer, la deessa Hera va adoptar-la com a filla pròpia fins que la nena va abandonar la infantesa, aleshores va tornar a la mar. Un dia, el seu germà adoptiu Hefest (fill d'Hera) va aparèixer malferit al mar. Tetis i la seva germana Hermione (o Eurínome, segons les versions) van cuidar-lo i van estar amb ell durant nou anys.
Més tard, quan Hera, Posidó i Atenea van rebel·lar-se contra Zeus, Tetis va córrer a buscar el gegant Briareu per ajudar el pare dels déus. Així fou com Zeus va poder romandre al tron de l'Olimp.

## Casament de Peleu i Tetis
Tetis era una nimfa molt bella i diversos déus la sol·licitaven; els més importants eren Zeus i Posidó. Prometeu, un tità fill de Jàpet, va revelar una profecia segons la qual el fill de la nimfa Tetis aconseguiria més poder que el seu propi pare. Aquestes notícies feren que els déus abandonessin la companyia de Tetis i van obligar-la a casar-se amb un mortal. Els déus van enviar Iris (que és, amb Hermes, missatgera dels déus) per trobar un mortal que volgués unir-se a Tetis. Iris va anar a veure el centaure Quiró, un dels més famosos savis de l'antiguitat. Entre els deixebles de Quiró, destacava per la seva bellesa, intel·ligència i valentia el jove Peleu, fill d'Èac, a qui tenia en gran estima. Peleu va festejar Tetis, però aquesta, sentint-se humiliada per la imposició dels déus, el va rebutjar. Davant això, Quiró va aconsellar Pele que busqués la nimfa del mar quan estigués adormida en la cova a la qual solia anar, i la lligués fortament per evitar que s'escapés canviant de forma. És el que ella va fer, transformar-se en flama i en un lleó. Però Peleu es va mantenir ferm. Tetis va consentir a casar-se amb ell, encara que sense amor ni interès.
Tots els déus van ser convidats al casament de Peleu i Tetis, excepte Eris, dea de la Discòrdia. Ofesa, va fer-se invisible i va deixar sobre la taula una poma daurada en què hi havia inscrita la paraula Kallisti ("A la més bella"). La poma va ser reclamada per Hera, Atena i Afrodita. Per evitar una discussió, Zeus va ordenar que la disputa es tancaria amb el judici de Paris, príncep de Troia. Les dees van intentar subornar-lo i el jove príncep va lliurar la poma a Afrodita, que li havia promès la dona més bella del món: Helena d'Esparta. Aquest fou l'origen de la Guerra de Troia.

## Tetis i Aquil·les
Peleu i Tetis van tenir diversos fills, però la nimfa estava obsessionada a fer-los immortals i els submergia al llac Estix o els posava al foc, és per això que tots els nadons morien. A un nadó que van tenir, anomenat Aquil·les, la seva mare el va banyar al riu Estix, fent-lo invulnerable a tot arreu excepte al taló per on l'estava subjectant. En créixer, es convertí en el guerrer més poderós de tots els mortals. Peleu va assabentar-se de les accions de Tetis i la nimfa se'n va anar al mar, i abandonà el seu home i el seu fill.
Al cap d'un temps, va esclatar la Guerra de Troia i Tetis, intentant evitar que el seu fill hi anés en busca de glòria, va prendre'l de la casa on vivia i el va dur a la cort de Licomedes, rei d'Esciros, on estigué amagat fins que Odisseu el descobrí i se l'endugué amb ell cap a la Tròade. Tetis va procurar-li unes armes divines que aconseguí d'Hefest.
Malgrat tot i tal com deia la profecia, Aquil·les trobà la glòria, però també la mort a Troia. Tetis, en conèixer la fi del seu fill, es va endur les seves cendres a l'Illa Blanca.

## Família
|        |        |        |        |        |        |       |       |       |       |       |       |     |     |     |     |     |     |       |       |       |       |       |       |           |           |           |           |           |           |           |       |       |       |       |       |          |          |          |          |          |          |  |  |  |  |
| Pontos | Pontos | Pontos | Pontos | Pontos | Pontos |       |       |       |       |       |       | Gea | Gea | Gea | Gea | Gea | Gea |       |       |       |       |       |       | Oceà      | Oceà      | Oceà      | Oceà      | Oceà      | Oceà      |           |       |       |       |       |       | Tetis    | Tetis    | Tetis    | Tetis    | Tetis    | Tetis    |  |  |  |  |
| Pontos | Pontos | Pontos | Pontos | Pontos | Pontos |       |       |       |       |       |       | Gea | Gea | Gea | Gea | Gea | Gea |       |       |       |       |       |       | Oceà      | Oceà      | Oceà      | Oceà      | Oceà      | Oceà      |           |       |       |       |       |       | Tetis    | Tetis    | Tetis    | Tetis    | Tetis    | Tetis    |  |  |  |  |
|        |        |        |        |        |        |       |       |       |       |       |       |     |     |     |     |     |     |       |       |       |       |       |       |           |           |           |           |           |           |           |       |       |       |       |       |          |          |          |          |          |          |  |  |  |  |
|        |        |        |        |        |        | Nereu | Nereu | Nereu | Nereu | Nereu | Nereu |     |     |     |     |     |     |       |       |       |       |       |       |           |           |           |           |           |           | Doris     | Doris | Doris | Doris | Doris | Doris |          |          |          |          |          |          |  |  |  |  |
|        |        |        |        |        |        | Nereu | Nereu | Nereu | Nereu | Nereu | Nereu |     |     |     |     |     |     |       |       |       |       |       |       |           |           |           |           |           |           | Doris     | Doris | Doris | Doris | Doris | Doris |          |          |          |          |          |          |  |  |  |  |
|        |        |        |        |        |        |       |       |       |       |       |       |     |     |     |     |     |     |       |       |       |       |       |       |           |           |           |           |           |           |           |       |       |       |       |       |          |          |          |          |          |          |  |  |  |  |
|        |        |        |        |        |        |       |       |       |       |       |       |     |     |     |     |     |     | Tetis | Tetis | Tetis | Tetis | Tetis | Tetis |           |           |           |           |           |           | Peleu     | Peleu | Peleu | Peleu | Peleu | Peleu |          |          |          |          |          |          |  |  |  |  |
|        |        |        |        |        |        |       |       |       |       |       |       |     |     |     |     |     |     | Tetis | Tetis | Tetis | Tetis | Tetis | Tetis |           |           |           |           |           |           | Peleu     | Peleu | Peleu | Peleu | Peleu | Peleu |          |          |          |          |          |          |  |  |  |  |
|        |        |        |        |        |        |       |       |       |       |       |       |     |     |     |     |     |     |       |       |       |       |       |       |           |           |           |           |           |           |           |       |       |       |       |       |          |          |          |          |          |          |  |  |  |  |
|        |        |        |        |        |        |       |       |       |       |       |       |     |     |     |     |     |     |       |       |       |       |       |       | Aquil·les | Aquil·les | Aquil·les | Aquil·les | Aquil·les | Aquil·les |           |       |       |       |       |       | Deidamia | Deidamia | Deidamia | Deidamia | Deidamia | Deidamia |  |  |  |  |
|        |        |        |        |        |        |       |       |       |       |       |       |     |     |     |     |     |     |       |       |       |       |       |       | Aquil·les | Aquil·les | Aquil·les | Aquil·les | Aquil·les | Aquil·les |           |       |       |       |       |       | Deidamia | Deidamia | Deidamia | Deidamia | Deidamia | Deidamia |  |  |  |  |
|        |        |        |        |        |        |       |       |       |       |       |       |     |     |     |     |     |     |       |       |       |       |       |       |           |           |           |           |           |           |           |       |       |       |       |       |          |          |          |          |          |          |  |  |  |  |
|        |        |        |        |        |        |       |       |       |       |       |       |     |     |     |     |     |     |       |       |       |       |       |       |           |           |           |           |           |           | Neoptòlem |       |       |       |       |       |          |          |          |          |          |          |  |  |  |  |